# Jean Étienne Michon de Vougy
Jean Étienne Michon de Vougy, né le 22 mars 1767 à Roanne (Loire) et mort le 26 novembre 1830 à Vougy (Loire), est un homme politique français.

## Biographie[1]
Il était officier de cavalerie, quand il fut élu le 22 août 1815, député du grand collège de la Loire, par 138 voix (175 votants, 234 inscrits).
Réélu, le 4 octobre 1816, par 90 voix (152 votants, 228 inscrits), il siégea dans la majorité de la Chambre introuvable, puis au côté droit.
De la série sortante en 1818, il ne se représenta pas et ne fit partie d'aucune autre législature.

## Mandats

### Mandats parlementaires
- 22 août 1815 - 5 septembre 1816 : Député de la Loire
- 4 octobre 1816 - 16 mai 1818 : Député de la Loire

## Sources
- « Jean Étienne Michon de Vougy », dans Adolphe Robert et Gaston Cougny, Dictionnaire des parlementaires français, Edgar Bourloton, 1889-1891 [détail de l’édition]